# Xatonada

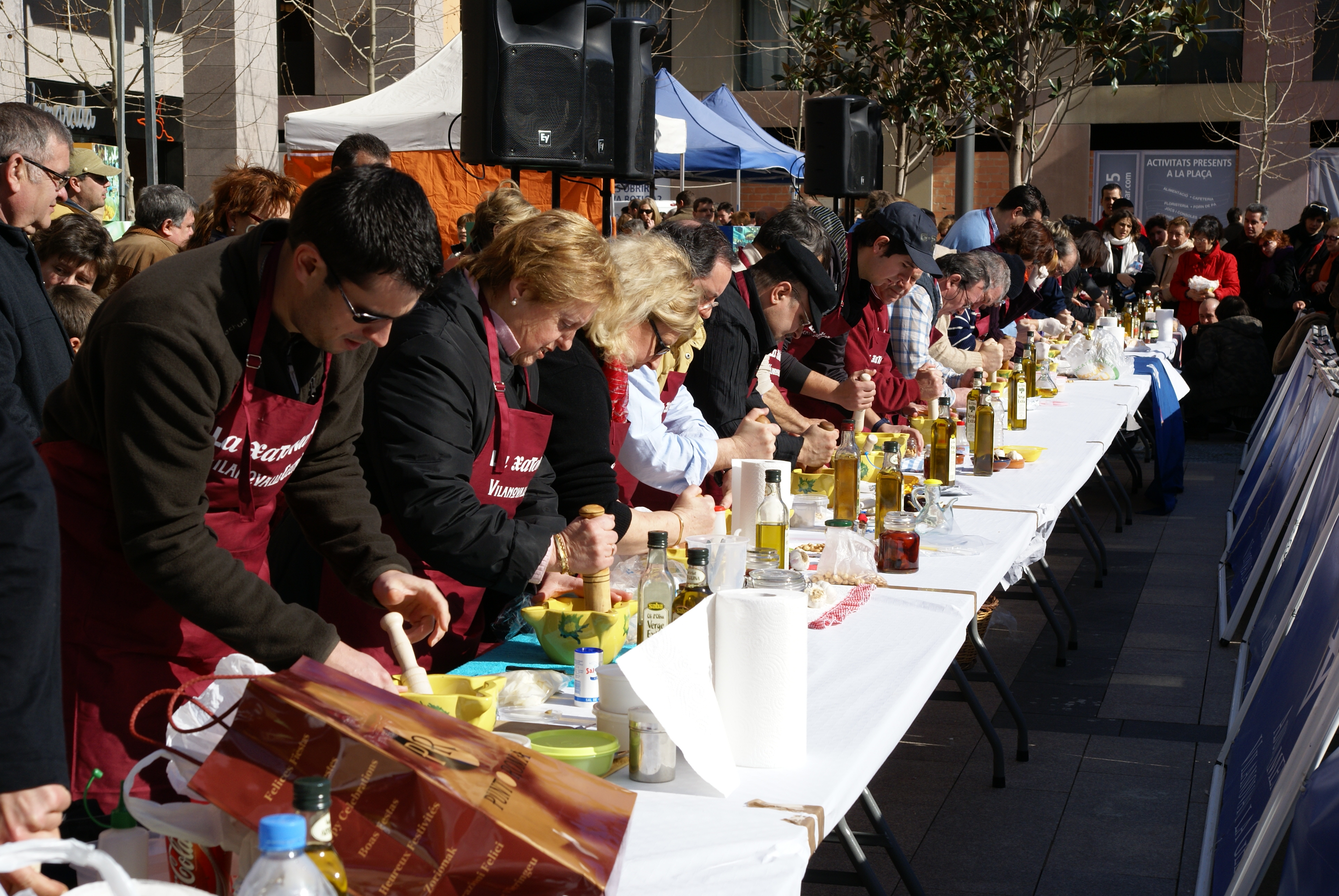
Concurs Nacional de Xató (Vilanova i la Geltrú)

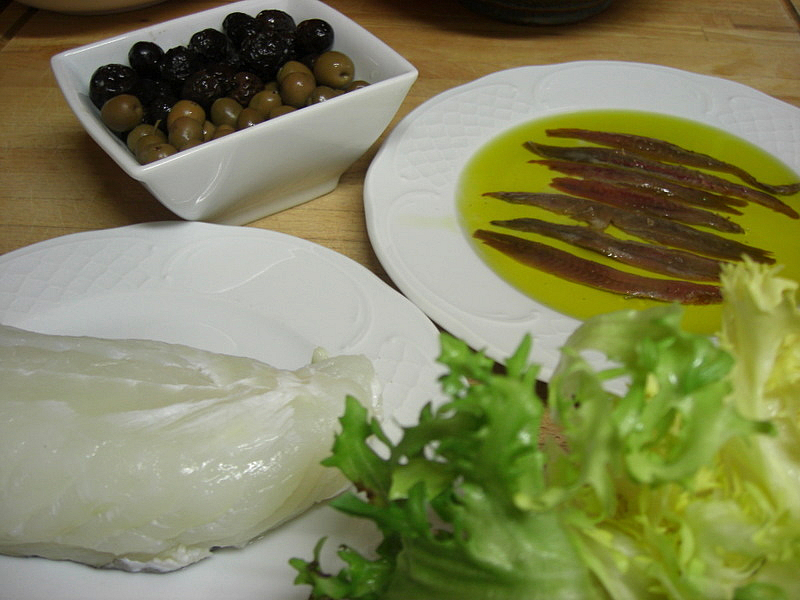
Ingredients als que pot acompanyar el xató

La xatonada és una festa tradicional que se celebra el segon diumenge abans de Carnaval, durant la qual es prepara i menja la recepta del xató, originari de Vilanova i la Geltrú, i altres poblacions de l'Alt i Baix Penedès i el Garraf.
El xató està relacionat a la cultura del vi, ja que el fet de fer una petita aixeta a la bóta per veure'l, s'anomenava aixetonar. Durant aquesta festa també es feia un àpat amb ingredients salats com tonyina, anxoves, bacallà, olives, amb unes fulles d'escarola, i amanit amb una salsa de característiques àrabs. El nom del plat, xató,doncs prové del fet que aixetonaven.